# Farfalle

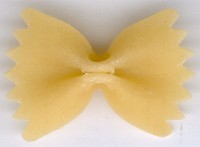
Farfalle

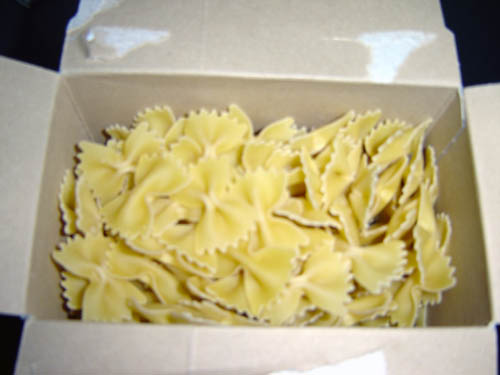
Farfalle

Farfalle (uitspr.: [fɑrˈfɑlə], Italiaans: [farˈfalle]) is een Italiaanse pastavorm. Farfalle is Italiaans voor vlinders (van de "e" aan het eind van het woord valt af te leiden dat het om het meervoud gaat van farfalla). In het Nederlands worden ze ook wel strikjes of vlindertjes genoemd. In de Italiaanse stad Modena staat farfalle bekend als strichetti. De grotere farfalle-variant wordt farfalloni genoemd, de kleinere farfaline. 
Farfalle heeft niets te maken met farfel, een pasta die gebruikt wordt in de joodse keuken.

## Varianten
Buiten volkoren en witte farfalle, kunnen er ook andere kleuren voorkomen. Dit gebeurt door allerlei ingrediënten aan het deeg toe te voegen, wat ook de smaak beïnvloedt. Rode bieten of tomaten worden bijvoorbeeld gebruikt voor een rode variant, spinazie voor een groene en inktvisinkt voor een zwarte. De groene, witte en rode variant worden vaak in een mix verkocht die lijkt op de Italiaanse vlag.